# Черняк, Олег Аронович
Оле́г Аро́нович Черня́к (род. 18 июня 1961, Пермь, СССР) — российский писатель, журналист, член Союза писателей России.

## Биография
В 1989 году закончил Пермский политехнический институт (инженер);  в 2005 — Российский государственный торгово-экономический университет (экономист), в 2016 — Московский институт современного академического образования (психолог). 
Публиковался в печатных изданиях как альманах писателей Пермского края «Литературная Пермь» (2016–2023 годы по проекту «Пермская библиотека»), журналах "Чешская Звезда", "Московский Bazzar", "Таврия Литературная", "Директор школы", газетах: "Пермский писатель", "Звезда". 
С декабря 2018 года — член Союза писателей России; с 2019 по 2024 год — заместитель председателя пермского филиала Союза писателей России. 
Работал директором Центра образования Индустриального района города Перми (2010–2020). В настоящее время — корреспондент газеты «Пермский писатель».

## Награды и премии

### Лауреат
- Всероссийской литературной премии имени Д. Н. Мамина-Сибиряка за книгу рассказов "Голос парящей души" (2019)[6][7].
- Городской литературной премии А. Ф. Мерзлякова "За лучшее произведение художественной литературы" (Пермь, 2018)[8].

### Дипломант
- Литературного конкурса «Жизнь — игра» (2017).
- Литературного конкурса «Самый яркий праздник» (2017).
- Литературного конкурса «Новые имена» (2016)[9].
- Международного конкурса «Вся королевская рать» (2016)[9].

### Иное
- Номинант на соискание общенациональной литературной премии "Неформат" 2022 год".
- Победитель седьмого и восьмого международных конкурсов литературного творчества «Вселенная Учитель» (2018).
- Номинант на премию литературного конкурса «Чаша таланта» (2017).

### Награды
- Орден Достоевского I степени (2024)[10]
- Орден Достоевского ІI степени (2022)[11].
- Медаль «Иван Бунин 150 лет» (2021)[12].
- Орден Достоевского ІII степени (2020)[13].
- Почётная грамота Министерства культуры Пермского края (2020)[14].
- Почётная грамота департамента молодёжной политики и культуры администрации г. Перми (2020)[15].
- Памятная медаль «100 лет Великой Октябрьской Социалистической Революции» (2017).
- Ведомственная медаль №111816 Федеральной службы государственной статистики (2012).